# Щукин, Степан Семёнович
Степа́н Семёнович Щу́кин (1754, Санкт-Петербург — 10 [22] октября 1828, там же) — русский живописец и педагог, один из крупнейших портретистов классицистической школы рубежа XVIII—XIX веков, создавший обширную галерею изображений деятелей эпох царствования Екатерины II, Павла I и Александра I. Академик (с 1797; ассоциированный член — «назначенный» с 1786), руководитель портретного класса (с 1788) Императорской Академии художеств.

## Биография
Был принят в Академию художеств из Воспитательного дома (1776). Обучался искусству рисования у Дмитрия Левицкого в Императорской академии художеств, которую окончил с аттестатом 1-й степени (1782). В 1782 году был отправлен для самосовершенствования за границу.
В 1786 году он вернулся из Парижа в Санкт-Петербург, а через два года назначен был преподавателем портретного живописного класса. За исполненный по поручению Академии портрет её адъюнкт-ректора архитектора Юрия Фельтена в 1786 году получил звание «назначенного в академики». В 1797 году за портрет императора Павла I во весь рост признан академиком.
В январе 1803 года Щукин был назначен советником Академии и в том же году временно занимал должность конференц-секретаря. Незадолго до смерти он получил звание старшего советника. Умер он 10 октября 1828 года; похоронен на Смоленском православном кладбище (уч. 145), близ Ксенинской часовни.
Кроме вышеупомянутых портретов, Щукин написал портрет профессора архитектуры А. Д. Захарова, портрет неизвестной дамы, портрет священника.
Среди его учеников самыми известными были Василий Тропинин и Александр Варнек.

## Галерея

Избранные портреты
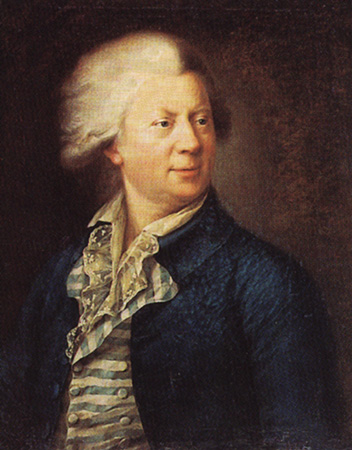
Ю. М. Фельтен. 1786
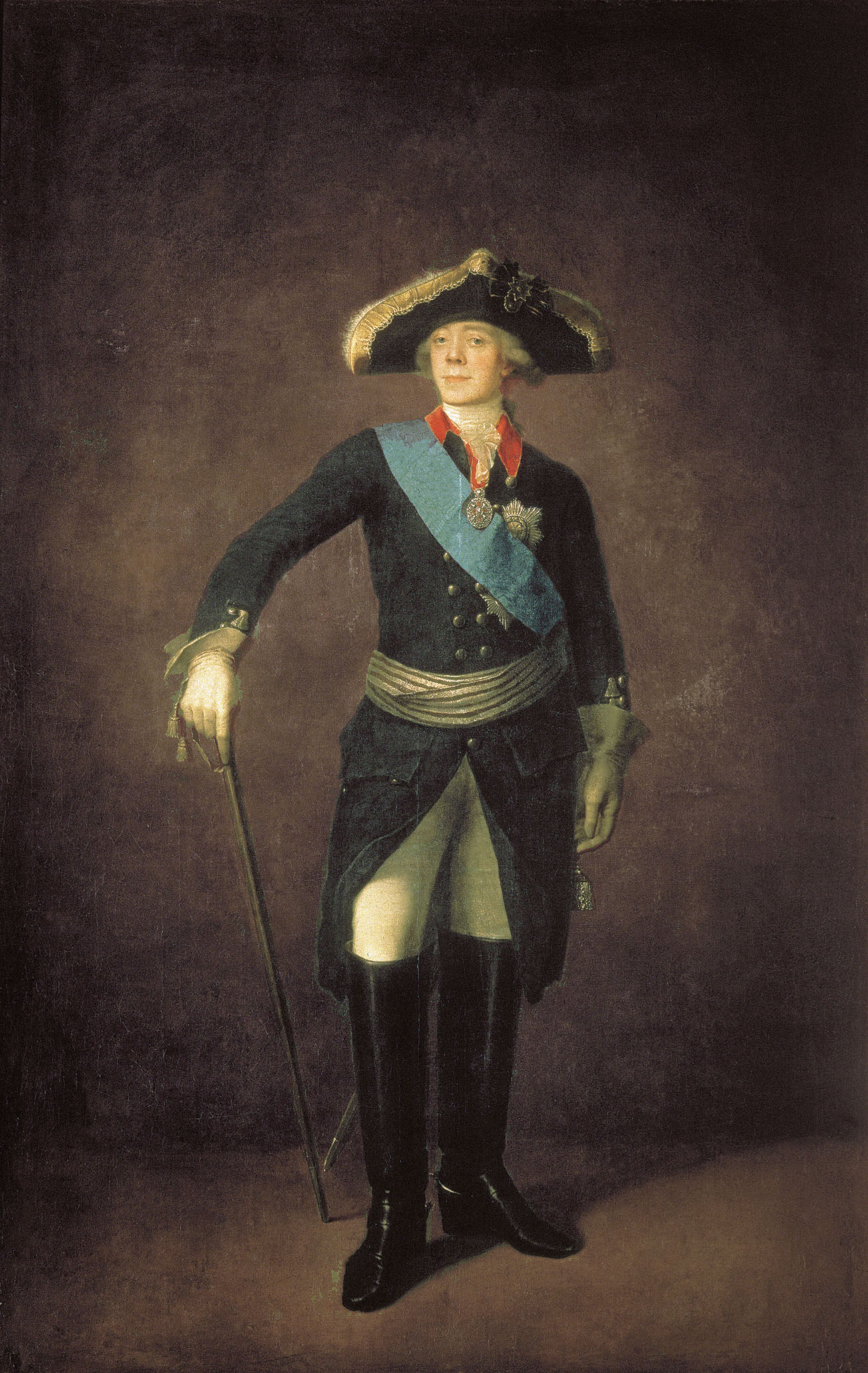
Павел I. 1797
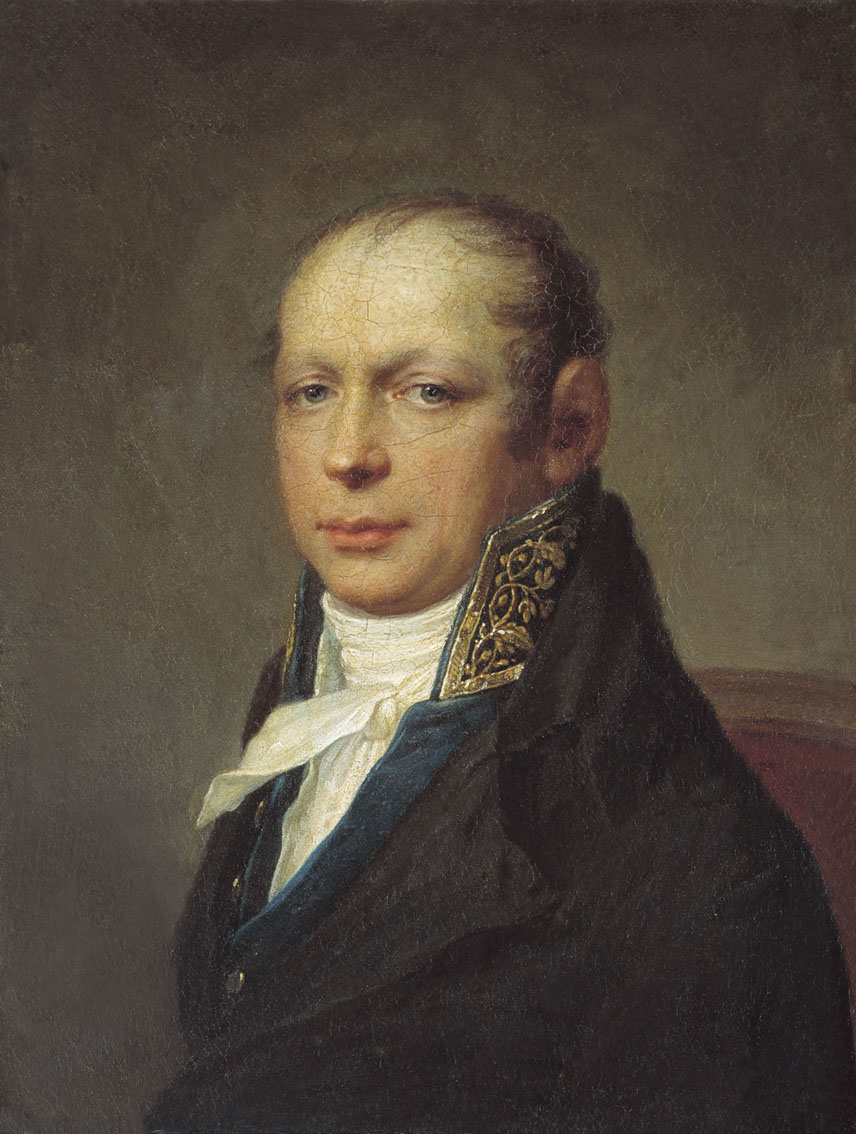
А. Д. Захаров. Не ранее 1804
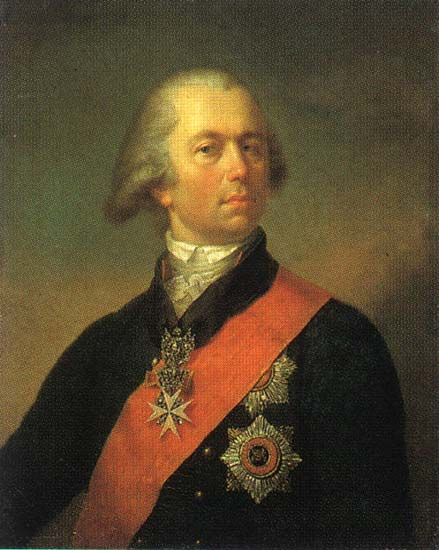
А. И. Корсаков. 1799
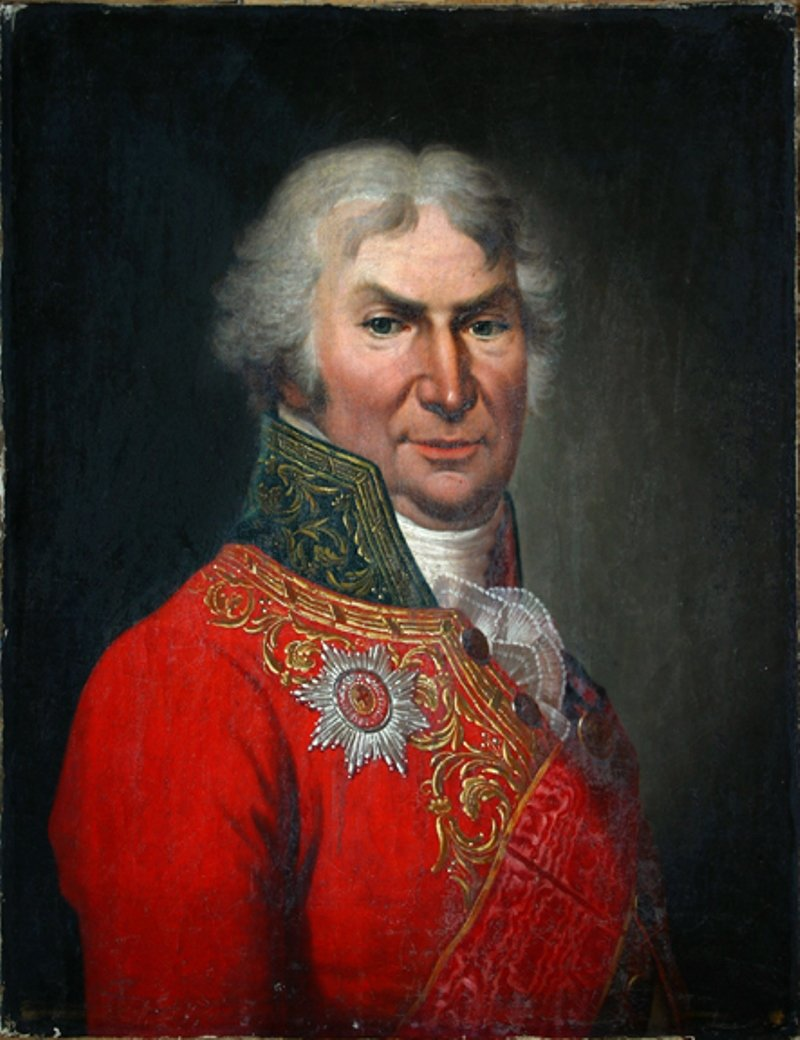
Граф Д. И. Хвостов. Около 1808
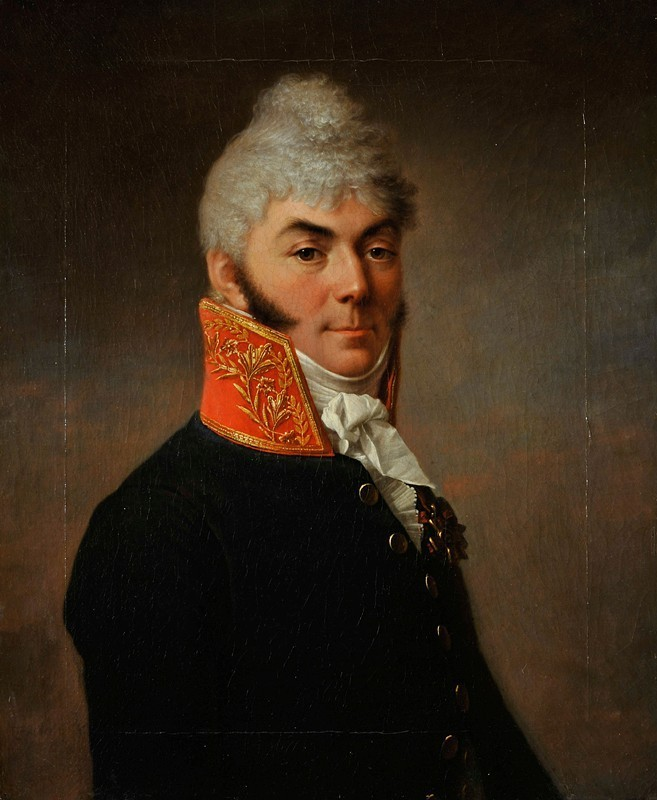
Н. Н. Новосильцев. Около 1808
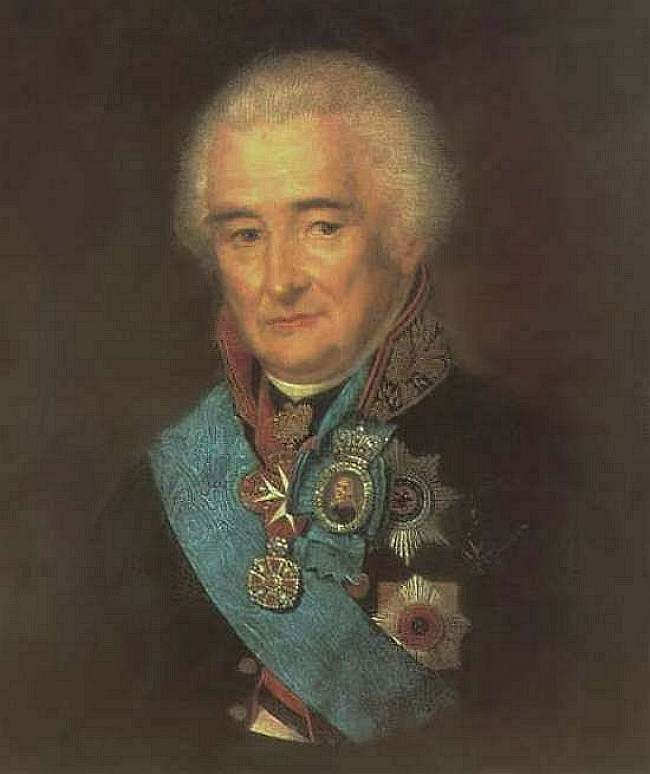
Светлейший князь П. В. Лопухин. 1801
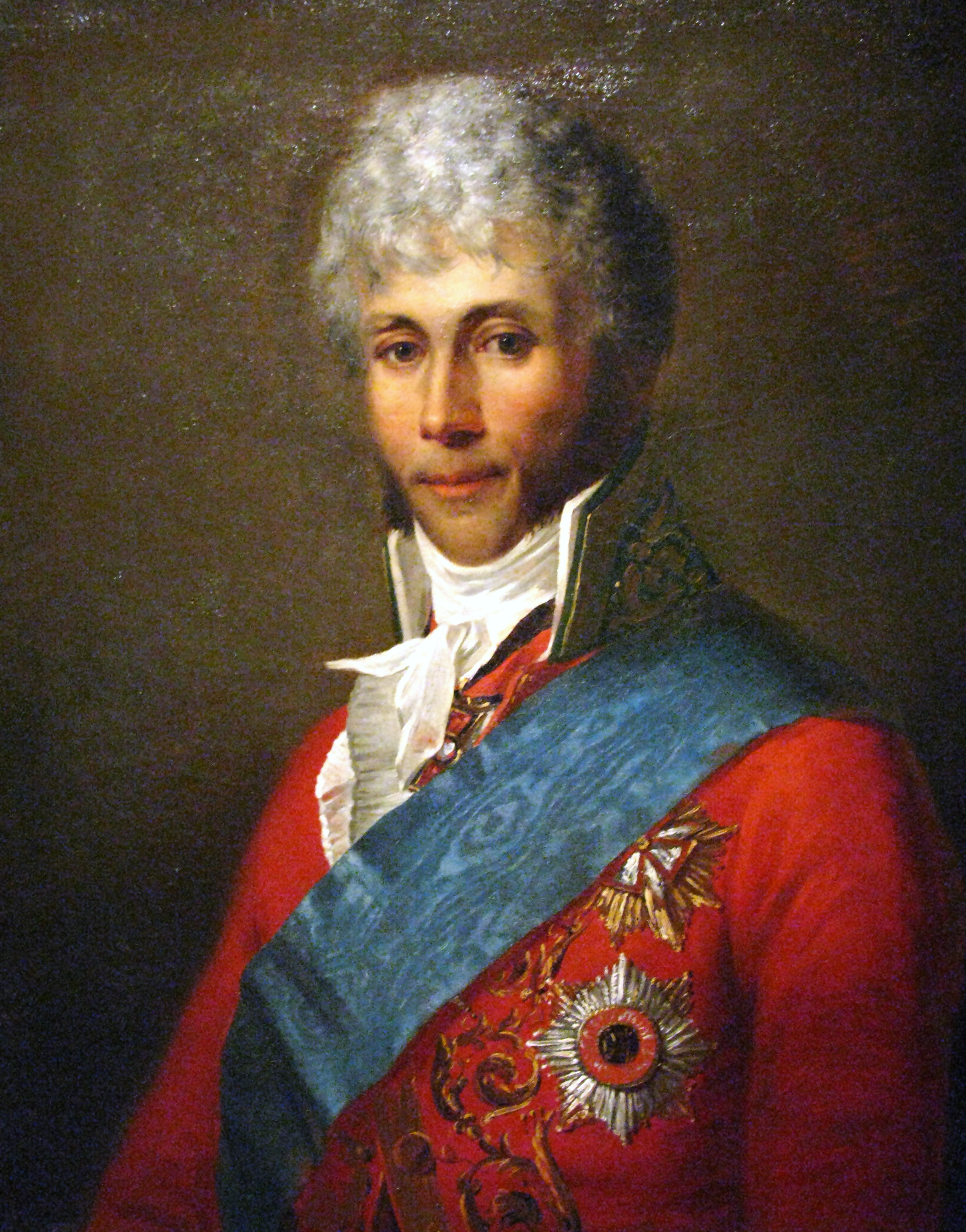
Граф С. О. Потоцкий. Около 1805